# バーニング・クロス
『バーニング・クロス』（Alex Cross）は、2012年のアメリカ合衆国のクライム・スリラー映画。ジェームズ・パターソンの小説を原作としており、タイラー・ペリーが主人公のアレックス・クロスを演じる。
日本では2013年に劇場公開された。また2016年2月21日（2月20日の深夜）にはテレビ東京の「サタ☆シネ」で日本語吹替版が放送された。

## ストーリー
デトロイト市警の刑事であるアレックス・クロスは犯罪心理学の学位を持ち、その知識を捜査に役立てている。また、妻マリアが3人目の子を妊娠したこともあり、アレックスは学位を活かせるFBIへの転職を考えている。そんなある日、ファン・ヤオという女性が残酷な形で殺される事件が起きる。犯行現場の様子からプロの殺し屋による犯行と睨んだアレックスは、犯人が残した絵から次のターゲットがヌネマッカーというドイツ人であることに気付く。殺し屋との銃撃戦の末、ヌネマッカーを守ることには成功したものの、殺し屋はアレックスらを逆恨みし、アレックスの幼なじみの相棒刑事であるトミーが密かに交際していた同僚の女刑事モニカを惨殺すると、次にアレックスの目の前でマリアを射殺する。怒りに震えるアレックスとトミーは殺し屋への復讐を誓う。
殺し屋のターゲットとされたファン・ヤオとヌネマッカーがフランス人実業家で地元の名士であるメルシエの会社の重役であることから、警察は次のターゲットとされるメルシエが公の場に姿を現す時が狙われると睨み、大量の警官を配備するが、殺し屋は走る電車からロケット弾を撃つという荒技でメルシエとヌネマッカーをまとめて爆殺する。
逃げる殺し屋を何とか追いつめたアレックスは激しい格闘の末に殺し屋を倒す。これで事件が解決したと言うトミーに、アレックスはまだ終わっていないと言う。アレックスは殺し屋に仕事を依頼した人物の正体をつかんでいたのである。それは殺されたはずのメルシエだった。アレックスは、メルシエが殺された際にいつもはめている指輪がなかったことから偽者が殺されたことに気付いていた。メルシエは2008年の金融危機による金銭問題を解決するために会社の金を横領し、それに協力したファン・ヤオとヌネマッカーの口封じ目的で殺し屋を雇い、また自分を死んだことにして姿をくらますために身代わりを殺させたのである。しかし、メルシエがアメリカと身柄引き渡し協定のない東南アジア某国に逃げていたことから、アレックスはメルシエの愛人で薬物依存で逮捕寸前のパラミタと取引し、大量のコカインをメルシエの家に隠させた上で現地警察に通報、現地の法律に従って銃殺刑に処せられるように仕向ける。
FBIに転職することになったアレックスに、トミーはFBIへの出願書類を渡す（FBIでも相棒となる可能性が示唆される）。アレックスは母と娘たちが引っ越しの準備をしている家に戻る。

## キャスト
※括弧内は日本語吹替
- アレックス・クロス（英語版） - タイラー・ペリー（乃村健次）

デトロイト市警の刑事。犯罪心理学の専門家。
- トミー・ケイン - エドワード・バーンズ（三上哲）

アレックスの幼なじみの相棒刑事。
- ピカソ - マシュー・フォックス（田村真）

猟奇的な殺し屋。
- ジル・メルシエ - ジャン・レノ（菅生隆之）

フランス人資産家。地元の名士。
- マリア・クロス - カルメン・イジョゴ

アレックスの妻。
- ナナ・ママ - シシリー・タイソン

アレックスの母親。
- モニカ・アッシュ - レイチェル・ニコルズ（鷄冠井美智子）

アレックスらの同僚刑事。トミーと隠れて交際中。
- リチャード・ブルックウェル - ジョン・C・マッギンリー

アレックスらの上司。
- エリク・ヌネマッカー - ヴェルナー・ダーエン（英語版）

メルシエの会社の重役。
- ジャネル・クロス - ヤラ・シャヒディ

アレックスの娘。
- ファン・ヤオ・リー - ステファニー・ジェイコブセン

メルシエの会社の重役。
- ダラマス・ホリデイ - ジャンカルロ・エスポジート

地元の裏社会のボス。

## 製作
『バーニング・クロス』はジェームズ・パターソンによるアレックス・クロスを主役とした小説を原作としている。アレックス・クロスはかつてモーガン・フリーマンが『コレクター』（1997年）と『スパイダー』（2001年）で演じたキャラクターである。キャラクターは2010年にウィリアムソンとパターソンが脚本の開発を始めた際にリブートされた。監督及び脚本書き直しにはデヴィッド・トゥーヒーが雇われた。2010年8月、イドリス・エルバがアレックス・クロス役にキャスティングされた。
2010年末、QEDインターナショナルは映画化権とウィリアムソンとパターソンによる初期の脚本を購入した。2011年1月、タイラー・ペリーがエルバに代わってクロス役になり、コーエンが監督に決まった。QEDは脚本書き直しのために以前のアレックス・クロス映画にも関わったマーク・モスを雇った。3500万ドルの製作費をかけ、2011年8月8日よりオハイオ州クリーブランドで撮影が始まり、2011年9月16日まで続いた。オハイオ州はキャラクターが働くデトロイト市警察があるミシガン州デトロイトとして撮られた。オハイオの後、デトロイトでも2週間撮影が行われた。
マシュー・フォックスは役作りのために筋肉質な体を作り上げ、体脂肪の大半を無くした。

## 評価
Rotten Tomatoesでは116件のレビューで支持率は12%で「ロッテン（腐敗）」となり、「タイラー・ペリーとマシュー・フォックスは最善を尽くしているが、ロブ・コーエンのイライラする演出と無味でいい加減な脚本により踏みにじられている」とまとめられた。Metacriticでは34媒体の批評を基に加重平均値は30/100となった。